# 196

196(백구십육)은 195보다 크고 197보다 작은 자연수다.

## 수학
- 합성수로, 그 약수는 1, 2, 4, 7, 14, 28, 49, 98, 196이다. 진약수의 합은 203이므로, 196은 과잉수다.
- 14번째 제곱수(142)다. 앞의 제곱수는 169, 다음은 225다.
- 7번째 십일각수다. 앞의 십일각수는 141, 다음은 260이다.
- 7번째 오각뿔수다. 앞의 오각뿔수는 126, 다음은 288이다.
- 6번째 칠각뿔수다. 앞의 칠각뿔수는 115, 다음은 308이다.
- 현재 수학계에서 가장 작은 라이크렐 수로 추측되고 있다.
- {\displaystyle 196=4^{2}+6^{2}+12^{2}}
  - 서로 다른 세 자연수의 제곱합으로 나타낼 수 있는 수다.
- {\displaystyle 97^{2}-1}은 196으로 나누어떨어진다.

## 과학
- NGC 196: 고래자리 방향에 있는 렌즈형 은하.

## 교통
- 일본 196번 국도(일본어판): 에히메현 마쓰야마시에서 사이조시까지 이어지는 일본의 국도.
- 현도 제196호선

## 군사
- U-196(영어판, 독일어판): 제2차 세계 대전에 사용된 나치 독일의 군용 잠수함.

## 문화유산
- 대한민국의 국보 제196호: 신라백지묵서대방광불화엄경 주본 권1~10, 44~50
- 대한민국의 보물 제196호: 금동정지원명석가여래삼존입상
- 대한민국의 사적 제196호: 영월 장릉

## 방송
- B tv의 EBS 플러스 2 채널 번호.
- B tv 케이블의 토마토증권통 채널 번호.

## 기타
- 연도: 196년, 기원전 196년